# Allium wulateicum
Allium wulateicum — вид квіткових рослин з підродини цибулевих (Allioideae). Ендемік Внутрішньої Монголії.